# Том Амрајн
Томас Амрајн (Балтимор, 9. март 1911 – Балтимор, 3. септембар 1987)  био је амерички фудбалски везни играч. Провео је тринаест сезона у Америчкој фудбалској лиги и био је члан америчког тима на Светском првенству у фудбалу 1934. године. Рођен је у Балтимору, држави Мериленд.